# Meropathus aucklandicus
Meropathus aucklandicus är en skalbaggsart som beskrevs av Ron Garth Ordish 1971. Meropathus aucklandicus ingår i släktet Meropathus och familjen vattenbrynsbaggar. Inga underarter finns listade i Catalogue of Life.